# استقلال خطي
في الجبر الخطي، تدعى مجموعة من المتجهات مجموعة مستقلّة خطيًا إذا كان من المستحيل كتابة أيّ من المتجهات في المجموعة كتركيبة خطية من عدد نهائي من المتجهات الأخرى في المجموعة. إذا لم يتحقّق ذلك، تسمّى هذه المجموعة مجموعة تابعة خطيًا. لنأخذ على سبيل المثال أربعة متّجهات في الفضاء الشعاعي الحقيقي ثلاثي الأبعاد، {\displaystyle \mathbb {R} ^{3}}:
{\displaystyle {\begin{matrix}{\mbox{independent}}\qquad \qquad \\\underbrace {\overbrace {\mathbf {v} _{1}={\begin{bmatrix}0\\0\\1\end{bmatrix}},\mathbf {v} _{2}={\begin{bmatrix}0\\2\\-2\end{bmatrix}},\mathbf {v} _{3}={\begin{bmatrix}1\\-2\\1\end{bmatrix}},} \mathbf {v} _{4}={\begin{bmatrix}4\\2\\3\end{bmatrix}}} \\{\mbox{dependent}}\end{matrix}}}
في هذا المثال، فإنّ المتجهات الثلاثة الأولى هي مستقلّة خطيًا، في حين مجموعة المتجهات الأربعة هي تابعة خطيًا (غير مستقلة). السبب يعود إلى إمكانيّة تكوين المتجه {\displaystyle v_{4}} كالتالي:
{\displaystyle \mathbf {v} _{4}=9\mathbf {v} _{1}+5\mathbf {v} _{2}+4\mathbf {v} _{3}}
والحقيقة هي أنّ خاصّة التابعيّة الخطّية ليست خاصة لمتجه واحد دون غيره إنّما هي خاصّة لمجموعة المتجهات، بما معناه أنّه في مجموعة تابعة خطيًا، بالإمكان تكوين أي متجه من المجموعة بواسطة تركيبة خطية للمتجهات الأخرى. فعلى سبيل المثال، بالإمكان الحصول على المتجه {\displaystyle v_{1}} كالتالي:
{\displaystyle \mathbf {v} _{1}=\left(-{\frac {5}{9}}\right)\mathbf {v} _{2}+\left(-{\frac {4}{9}}\right)\mathbf {v} _{3}+\left({\frac {1}{9}}\right)\mathbf {v} _{4}}

## تعريف
تدعى المجموعة الجزئية {\displaystyle S=\left\{v_{1},v_{2},\dots ,v_{n}\right\}} في الفضاء المتجهي {\displaystyle V} تابعة خطيًا (أو غير مستقلّة) إذا وجدت n أعداد {\displaystyle a_{1},a_{2},\dots ,a_{n}} لا تساوي جميعها صفرًا تحقّق:
{\displaystyle a_{1}v_{1}+a_{2}v_{2}+\dots +a_{n}v_{n}=0}
بحيث أنّ الصفر في الجهة اليمنى هو متجه الصفر وليس العدد صفر.
في حال عدم وجود مثل هذه الأعداد، تدعى المجموعة S مجموعة متجهات مستقلّة خطيًا. بالإمكان نص تعريفًا مكافئًا كالتالي: لمجموعة متجهات مستقلة خطيًا، إذا وجدت مجموعة أعداد {\displaystyle a_{1},a_{2},\dots ,a_{n}} تحقّق:
{\displaystyle a_{1}v_{1}+a_{2}v_{2}+\dots +a_{n}v_{n}=0}
فإنّ الحل الوحيد هو الحل التافه، أي {\displaystyle a_{i}=0} لكل {\displaystyle i=1,\dots ,n}. إذًا، تكون مجموعة متجهات مستقلّة خطيًا إذا ما كان التمثيل الوحيد لمتجه الصفر كتركيبة خطية من المتجهات في المجموعة هو التمثيل التافه.
وتسمّى مجموعة متّجهات مستقلة خطيًا أساسًا خطيًا إذا ما كانت تستطيع وحدها أن تولّد فضاء شعاعي معيّن. على سبيل المثال، فإنّ للفضاء الشعاعي المتمثل بكثيرات الحدود ذات المعاملات الحقيقية أساسًا خطيًا لا نهائيًا وهو {\displaystyle \left\{1,x,x^{2},\dots \right\}}.

### تابع خطي لدوال
مجموعة الدوال {\displaystyle S=\left\{y_{1}(x),y_{2}(x),\dots ,y_{n}(x)\right\}} تسمى تابعة خطيًا (أو غير مستقلّة) في {\displaystyle [a,b]}
إذا وجدت n أعداد {\displaystyle a_{1},a_{2},\dots ,a_{n}} لا تساوي جميعها صفرًا تحقّق:
{\displaystyle a_{1}y_{1}(x)+a_{2}y_{2}(x)+\dots +a_{n}y_{n}(x)=0}
في حال عدم وجود مثل هذه الأعداد، تدعى مجموعة الدوال S مجموعة مستقلّة خطيًا.

## مفهوم هندسي
قد نصف موقع مكان ما بقولنا «إنّه يقع على بعد 3 كيلومترات شمالاً و4 كيلومترات شرقًا». وتكون هذه المعلومات كافية بغرض تحديد الموقع بالضبط، لأنّه بالإمكان تحديد الموقع في المستوى (إذا تغاضينا عن الارتفاع) بواسطة متجه ثنائي البعد. بالإمكان الإضافة بإنّه «يقع على بعد 5 كيلومترات باتجاه شمال-شرق»، ولكن بالرغم من كون هذا الادعاء صحيحًا (حسب قانون فيتاغورس)، فإنّه لا يضيف أية معلومات!
في المثال أعلاه، فإنّ «3 كيلومترات إلى الشمال» و«4 كيلومترات شرقًا» هي معلومات غير مرتبطة، أي مستقلّة، فلا يمكن أن يكتب الأول بواسطة الثاني، والعكس صحيح. أمّا المعلومة الأخيرة «5 كيلومترات باتجاه شمال-شرق» ما هي إلاّ تركيبة خطية من المتجهين الأوّلين، وتكون مجموعة ثلاث المتجهات تابعة خطيًا، أي أنّه بالإمكان الاستغناء عن إحداها (أيّ منها) لوصف الموقع.
وبشكل عام، فنحتاج إلى مجموعة {\displaystyle n} متجهات مستقلة لوصف أي موقع في فضاء ذي {\displaystyle n} أبعاد.

## أمثلة

### مثال 1
المتجهان (1 ,1) و (2 ,3-) في الفضاء الشعاعي R2 هما متجهان مستقلان خطيًا.
البرهان
لنفرض أنّ {\displaystyle a_{1},a_{2}} هما عددان حقيقيان يحقّقان:
{\displaystyle a_{1}(1,1)+a_{2}(-3,2)=\left(0,0\right)}
المعادلة أعلاه هي عبارة عن كتابة مختصرة لمعادلتين خطّيتين بمجهولين، والتي من الممكن الحصول عليها إذا أخذنا معادلة كل إحداثي على حدة:
{\displaystyle a_{1}-3a_{2}=0}
{\displaystyle a_{1}+2a_{2}=0}
ويكون الحل الوحيد للمعادلتين هو: {\displaystyle a_{1}=0,a_{2}=0}، أي أنّ هذا الحل هو الحل الوحيد. فالاستنتاج هو أنّ المتجهين مستقلان خطيًا.
برهان آخر بواسطة المحددات
طريقة أخرى للبرهان تعتمد على حقيقة كون n متجهات في Rn تابعة خطيًا إذا وفقط إذا كانت المحدّدة التي تتكون عند ترتيب المتجهات كأعمدة في مصفوفة تساوي صفرًا.
في المثال أعلاه، تكون المصفوفة هي التالية:
{\displaystyle M={\begin{bmatrix}1&-3\\1&2\end{bmatrix}}.\,\!}
المطلوب إيجاد متجه غير متّجه الصفر، والمكوّن من {\displaystyle a_{1},a_{2}}، والذي يحقّق:
{\displaystyle {\begin{bmatrix}1&-3\\1&2\end{bmatrix}}{\begin{bmatrix}a_{1}\\a_{2}\end{bmatrix}}={\begin{bmatrix}0\\0\end{bmatrix}}.\,\!}
قيمة المحدّد للمصفوفة M تدلّنا على عدد الحلول الموجود للمعادلة. في هذه الحالة:
{\displaystyle \det M=1\cdot 2-(-3)\cdot 1=5\neq 0}
بما أنّ محدد المصفوفة ليس صفرًا، هذا يعني أنّ هنالك حلّ وحيد لهيئة المعادلات. ولكن، بما أنّ الحل التافه {\displaystyle a_{1}=0,a_{2}=0} يحل هيئة المعادلات، معنى الأمر أنّه الحل الوحيد. أي أنّ المتجهين الأصليين مستقلان خطيًا.

### مثال 2
ليكن V هو الفضاء المتجهي ذو n الأبعاد، {\displaystyle \mathbb {R} ^{n}}. مجموعة المتجهات التالية في V هي مجموعة متجهات مستقلّة خطيًا:
{\displaystyle {\begin{matrix}\mathbf {e} _{1}=(1,0,0,\ldots ,0)\\\mathbf {e} _{2}=(0,1,0,\ldots ,0)\\\vdots \\\mathbf {e} _{n}=(0,0,0,\ldots ,1)\end{matrix}}}
البرهان
لنفرض n أعداد حقيقيّة، {\displaystyle a_{1},a_{2},\ldots ,a_{n}}، تحقّق:
{\displaystyle a_{1}\mathbf {e} _{1}+a_{2}\mathbf {e} _{2}+\ldots +a_{n}\mathbf {e} _{n}=0}
ولكن:
{\displaystyle a_{1}\mathbf {e} _{1}+a_{2}\mathbf {e} _{2}+\ldots +a_{n}\mathbf {e} _{n}=(a_{1},a_{2},\ldots ,a_{n})}
أي أنّ {\displaystyle ~a_{i}=0~} لكل i يحقّق {\displaystyle 1\leq i\leq n}.

### مثال 3
ليكن V فضاء المتجهات الذي يحوي جميع الدوال بمتغير حقيقي، t. إنّ الدالتين {\displaystyle e^{t}} و{\displaystyle e^{2t}} هما دالتان أو متجهان مستقلان خطيًا.
البرهان
لنفرض عددين حقيقيّن، a وb يحققّان:
{\displaystyle ae^{t}+be^{2t}=0}، لكل قيمة t.
لبرهان استقلالية الدالتين، يجب أن نثبت أنّ a = 0 وكذلك b = 0. لذلك، نقسم طرفي المعادلة على e^t (هذا ممكن لأنّ القيمة e^t موجبة دائمًا)، فنحصل على:
{\displaystyle be^{t}=-a}.
المساواة بين الطرفين لكل قيمة t ممكنة فقط إذا كان b = 0، أي أنّ a = 0 كذلك.

### مثال 4
المتجهات الثلاثة التالية، التابعة لـ{\displaystyle \mathbb {R} ^{4}}، هي تابعة خطيًا:
{\displaystyle {\begin{matrix}{\begin{bmatrix}1\\4\\2\\-3\end{bmatrix}},{\begin{bmatrix}7\\10\\-4\\-1\end{bmatrix}},{\begin{bmatrix}-2\\1\\5\\-4\end{bmatrix}}.\end{matrix}}}
البرهان
لنفرض ثلاثة أعداد، {\displaystyle a_{1},a_{2},a_{3}} تحقّق:
{\displaystyle {\begin{matrix}a_{1}{\begin{bmatrix}1\\4\\2\\-3\end{bmatrix}}+a_{2}{\begin{bmatrix}7\\10\\-4\\-1\end{bmatrix}}+a_{3}{\begin{bmatrix}-2\\1\\5\\-4\end{bmatrix}}={\begin{bmatrix}0\\0\\0\\0\end{bmatrix}}.\end{matrix}}}
هذا يعني تحقيق هيئة المعادلات التالية:
{\displaystyle {\begin{matrix}{\begin{matrix}a_{1}\\4a_{1}\\2a_{1}\\-3a_{1}\end{matrix}}&{\begin{matrix}+\\+\\-\\-\end{matrix}}&{\begin{matrix}7a_{2}\\10a_{2}\\4a_{2}\\1a_{2}\end{matrix}}&{\begin{matrix}-\\+\\+\\-\end{matrix}}&{\begin{matrix}2a_{3}\\1a_{3}\\5a_{3}\\4a_{3}\end{matrix}}&{\begin{matrix}=\\=\\=\\=\end{matrix}}&{\begin{matrix}0\\0\\0\\0\end{matrix}}\end{matrix}}}
إذا قمنا بحل الهيئة، بحسب طريقة غاوس مثلاً، نخلص إلى أنّ:
{\displaystyle {\begin{matrix}a_{1}=-3a_{3}/2\\a_{2}=-a_{3}/2\end{matrix}}}
بما معناه أنّه بالإمكان اختيار قيمة {\displaystyle a_{3}} بشكل عشوائي، وإيجاد القيم المناسبة لـ{\displaystyle a_{1}} و{\displaystyle a_{2}}. معنى الأمر أنّه هنالك عدد لا نهائي من الحلول - أي أنّ هنالك حلولاً غير صفرية لهيئة المعادلات، والمتجهات الثلاث تابعة خطيًا.